# Пражка операция
Пражката операция (на руски: Пражская операция) е завършващата Втората световна война в Европа голяма военна операция, която започва на 5 май 1945 г. и приключва на 12 май 1945 г. с превземането на Прага от Червената армия.
След Берлинската операция в района на Прага остава боеспособна близо милионната Група армии „Център“ на Вермахта в състава на която са и частите на РОА. Командващият армията Фердинанд Шьорнер не се предава, а главнокомандващият Червената армия Йосиф Сталин нарежда да се смаже последната значима военна групировка на противника в Европа, сред която се намира и генерал Андрей Власов, по-късно предаден от американците на съветските им съюзници.
За целта на 5 май 1945 г. в Прага е инспирирано народно въстание срещу немската окупация, като въстаниците са подпомогнати от частите на Червената армия и въоръжени сили от съюзените ѝ бъдещи тъй наречени социалистически страни от Източна Европа.